# Зоран Вељановић
Зоран Драгољубов Вељановић (Зрењанин 1959) српски је историчар, професор и архивиста.

## Биографија
Рођен је у Зрењанину 1959. године. Завршио је класичну гимназију у Зрењанину. Студирао на Филозофском факулету у Београду и Новом Саду, где је и дипломирао са радом Стварање Краљевине Срба, Хрвата и Словенаца 1918. године. На магистарским студијама је од 1995. Радио је као професор историје, био директор Историјског архива у Суботици (1993-2001), ради у Служби заштите архивске грађе ван архива (Историјски архив Суботица), предавач и испитивач за предмет Национална историја од 18. до 20. века у Архиву Војводине (Нови Сад) на полагању стручних испита за запослене у архивским установама Војводине (од 2001).
Члан је Републичке редакције за писање Водича кроз архивске фондове и збирке (Архив Србије - Београд). У сарадничком статусу је у Матици српској. Бави се истраживањима српске историје (на простору Бачке и Баната) за период од 18. до средине 20. столећа. Покретач је и уредник првог историографско-архивистичког часописа у Суботици EX PANNONIA - Гласник Историографског архива Суботица (за период 1996-2001); један је од покретача и уредника суботичког часописа за културу, уметност и науку ЛУЧА (за период 1996-2001); покретач је и уредник часописа за књижевност, уметност и друштвена питања КРУГ СЕВЕРА (од 2004).